# Витакура
Витакура (исп. Vitacura) — коммуна в Чили. Одна из городских коммун города Сантьяго. Коммуна входит в состав провинции Сантьяго и Столичной области.

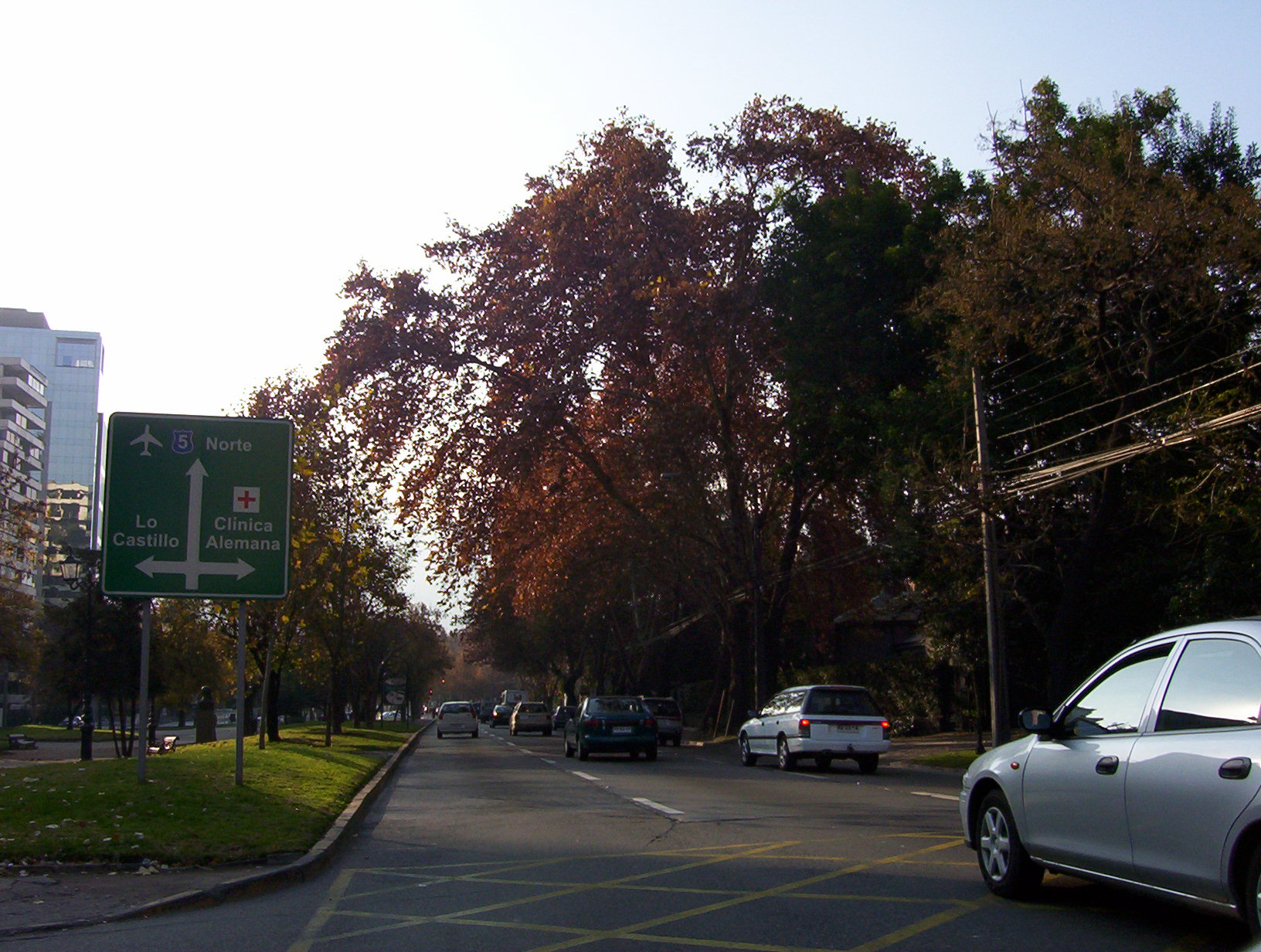
Проспект Америко Веспусио

Территория — 28,3 км². Численность населения — 85 384 жителя (2017). Плотность населения — 3017,1 чел./км².

## Расположение
Коммуна расположена на северо-востоке города Сантьяго.
Коммуна граничит:
- на северо-востоке — c коммуной Ло-Барнечеа
- на юго-востоке — c коммуной Лас-Кондес
- на юго-западе — c коммуной Провиденсия
- на западе — c коммунами Уэчураба, Реколета

## Демография
Согласно сведениям, собранным в ходе переписи 2017 г. Национальным институтом статистики (INE),  население коммуны составляет:
| Полное население                          | Полное население                          | Полное население                          | Полное население                          | Полное население                          | 85 384 |
| ----------------------------------------- | ----------------------------------------- | ----------------------------------------- | ----------------------------------------- | ----------------------------------------- | ------ |
| в том числе:                              | Городское население                       | 85 384                                    | Процент городского населения, %           | 100                                       |        |
|                                           | Сельское население                        | 0                                         | Процент сельского населения, %            | 0                                         |        |
|                                           | Мужское население                         | 38 402                                    | Процент мужского населения, %             | 44,98                                     |        |
|                                           | Женское население                         | 46 982                                    | Процент женского населения, %             | 55,02                                     |        |
| Плотность населения, чел./км²             | Плотность населения, чел./км²             | Плотность населения, чел./км²             | Плотность населения, чел./км²             | Плотность населения, чел./км²             | 3017,1 |
| Население коммуны в % к населению области | Население коммуны в % к населению области | Население коммуны в % к населению области | Население коммуны в % к населению области | Население коммуны в % к населению области | 1,20   |

| Динамика изменения населения коммуны | Динамика изменения населения коммуны | Динамика изменения населения коммуны | Динамика изменения населения коммуны |
| ------------------------------------ | ------------------------------------ | ------------------------------------ | ------------------------------------ |
| 1992                                 | 2002                                 | 2012                                 | 2017                                 |
| 79 375                               | 81 499▲                              | 84 195▲                              | 85 384▲                              |